# Sipnitz
Sipnitz ist ein Ortsteil der Gemeinde Gusborn im Landkreis Lüchow-Dannenberg in Niedersachsen.

## Geographie
Der Ort liegt einen Kilometer nordwestlich von Quickborn, dem Sitz der Gemeinde.

## Geschichte
Für das Jahr 1848 wird angegeben, dass Sipnitz sechs Wohngebäude hatte, in denen 38 Einwohner lebten. Zu der Zeit war der Ort nach Quickborn eingepfarrt, wo sich auch die Schule befand.
Am 1. Dezember 1910 hatte Sipnitz als eigenständige Gemeinde im Kreis Dannenberg 30 Einwohner. Am 1. Juli 1972 wurde Sipnitz mit Quickborn in die neu gebildete Gemeinde Gusborn eingemeindet.